# Sussac
Sussac (tiếng Occitan: Suçac) là một xã của tỉnh Haute-Vienne, thuộc vùng Nouvelle-Aquitaine, miền trung nước Pháp.